# Ulrich Heising
Ulrich Heising (* 15. April 1941 in Königsberg; † 24. Januar 2013) war ein deutscher Theaterregisseur und Filmregisseur.

## Leben und Wirken
Heising studierte Theaterwissenschaft in Köln und Berlin. 1964/65 war er Regieassistent an den Städtischen Bühnen Köln, 1965 bis 1968 an den Münchner Kammerspielen und 1968 am Schauspielhaus Hamburg.
Sein Regiedebüt gab er 1969 im Werkraum der Münchner Kammerspiele mit Albees Box-Mao-Box, weitere Inszenierungen dort waren 1969 Sperrs Jagdszenen aus Niederbayern und 1971 Wagners Der Ring des Nibelungen in der Fassung von Christian Enzensberger. Am Schauspielhaus Zürich inszenierte er 1969 O’Caseys Kikeriki.
Von 1972 bis 1979 arbeitete Heising als Regisseur am Deutschen Schauspielhaus in Hamburg. Zu seinen Inszenierungen hier gehörten die Uraufführung von Kroetz’ Stallerhof (1972), Valentins Zwangsvorstellungen (1975), Hauptmanns Der Biberpelz (1977) und die Uraufführung von Wolf Christian Schröders Traum-Mörder – Edgar Poe meets Peter Kürten (1978).
Ab 1979 war Heising als freier Regisseur tätig. Besonders oft war er am Schauspielhaus Düsseldorf aktiv, so 1980 mit Schillers Maria Stuart (1980), Kortners Donauwellen (1980), Strauß’ Bekannte Gesichter, gemischte Gefühle (1981) und Horst Laubes Der Dauerklavierspieler (1988).
Weitere Inszenierungen waren unter anderem Sperrs Hunting Scenes From Lower Bavaria am Manhattan Theatre Club New York (1981/82), Strauß’ Kalldewey, Farce (1983, Köln), Heiner Müllers Quartett (1983, Münchner Kammerspiele), die Uraufführung von Ludwig Fels’ Der Affenmörder (1985, Münchner Kammerspiele), Dario Fos Zufällig eine Frau (1985, Residenztheater), Kusz’ A Rua is, Bua! (1984, Münchner Volkstheater), Reinshagens Doppelkopf (1986, Münchner Volkstheater), Herzmanovsky-Orlandos Wiesenhendl (1987, Münchner Volkstheater), Rosenows Kater Lampe (1979, Freie Volksbühne Berlin), Lenz/Brechts Der Hofmeister (1988, Freie Volksbühne Berlin), Bernhards Ein Fest für Boris (1989, Freie Volksbühne Berlin) und Ligetis Le Grand Macabre (1991, Theater Ulm).
Heising arbeitete als Regisseur häufig für den Rundfunk und gelegentlich für das Fernsehen. 1967 bis 1970 war er Lehrer an der Otto-Falckenberg-Schule in München und 1975 bis 1979 an der Hochschule für Musik und Theater Hamburg. Außerdem lehrte er als Gast an der Hochschule für Musik und darstellende Kunst Graz, am Theaterwissenschaftlichen Institut der Universität München und von 1991 bis 1994 am Institut für Schauspiel, Theaterregie, Fach Konzeptionserarbeitung der Universität Hamburg. Von Mai 1994 bis 1996 war er Direktor der Otto-Falckenberg-Schule.
Er war mit der Schauspielerin Christa Berndl verheiratet.

## Filmografie
- 1981: Kater Lampe
- 1982: Qualverwandtschaften
- 1984: Das Verschwinden der Harmonie

## Hörspiele (Auswahl)
- 1976: Elisabeth Wäger-Häusle: Ich hab dich du hast mich (Hörspiel -NDR/WDR)
- 1986: Sebastian Goy: Zwölf Morde hat das Jahr (12 Teile) (Original-Hörspiel, Kurzhörspiel, Kriminalhörspiel – SWF/BR/WDR)
- 1989: Jürgen Bevers, Klaus Kreimeier: Das Gespenst der Freiheit oder Max der Bruchpilot. Politische Revue in 6 Teilen (Hörspiel – SWF/RB)
- 1991: Karl Günther Hufnagel: Hommage an unsere alte Lady (Hörspiel – SFB)
- 1995: George Bernard Shaw: Komödie: Frau Warrens Beruf (Hörspielbearbeitung – BR)
- 1999: Ingmar Bergman: Einzelgespräche (5 Teile) (Hörspielbearbeitung – HR)